# Zingiber yunnanense
Zingiber yunnanense är en enhjärtbladig växtart som beskrevs av Shao Quan Tong och X.Z.Liu. Zingiber yunnanense ingår i släktet Zingiber och familjen Zingiberaceae. Inga underarter finns listade i Catalogue of Life.